# Moklište
Moklište (en serbe cyrillique : Моклште) est un village de Serbie situé dans la municipalité de Bela Palanka, district de Pirot. Au recensement de 2011, il comptait 302 habitants.

## Démographie

### Évolution historique de la population
| 1948  | 1953  | 1961  | 1971  | 1981  | 1991 | 2002 | 2011 |
| ----- | ----- | ----- | ----- | ----- | ---- | ---- | ---- |
| 2 200 | 2 132 | 1 720 | 1 374 | 1 024 | 704  | 492  | 302  |

|  |